# Насер Сабах аль-Ахмед ас-Сабах
Насер Сабах аль-Ахмед ас-Сабах (араб. ناصر صباح الأحمد الصباح‎; 27 апреля 1948, Эль-Кувейт — 20 декабря 2020, Эль-Кувейт) — старший сын эмира Кувейта Сабаха аль-Ахмеда ас-Сабаха, председатель Амири Дивана (2006—2017), министр обороны (2017—2019).

## Биография
Насер ас-Сабах был старшим сыном эмира Кувейта Сабаха аль-Ахмеда ас-Сабаха и его супруги Фатувы бинт Салман ас-Сабах.
После освобождения Кувейта был одним из инициаторов проведения реформ в стране и борьбы с коррупцией, которая по его мнению мешала развитию страны.
В 2006 году его отец, ставший эмиром, назначил его председателем Амири Дивана (главой правящего суда), эту должность он занимал до декабря 2017 года. В декабре 2017 года Насер ас-Сабах был назначен заместителем премьер-министра и министром обороны.
Насер ас-Сабах был одним из инициаторов стратегического плана «Видение 2035», который означает строительство нового города, который получит название «Шёлкового города». Помимо этого он был основателем кувейтского культурного фонда «Дар аль-Атар аль-Исламия» и почётным членом попечительского совета музея Метрополитен в Нью-Йорке.
Скончался 20 декабря 2020 года в возрасте 72 лет из-за проблем со здоровьем, пережив отца почти на три месяца.